# 総力戦演説

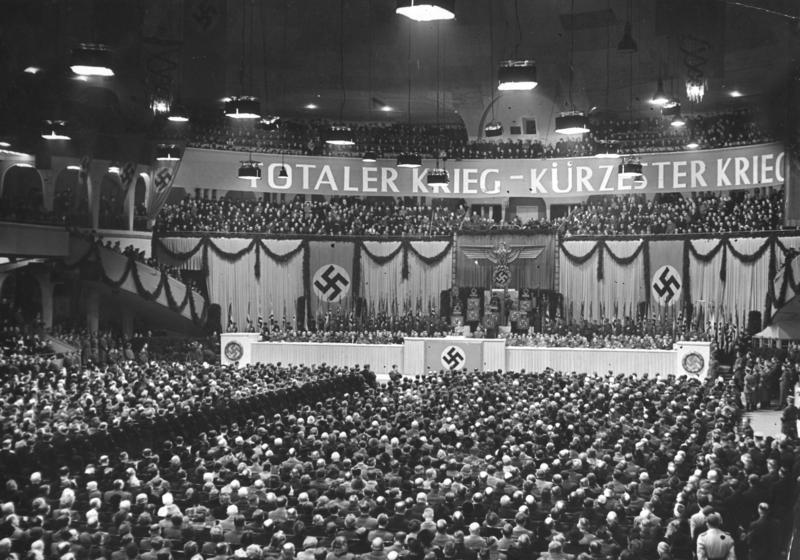
1943年2月18日、ベルリン・スポーツ宮殿、旗には "Totaler Krieg - Kürzester Krieg" (総力戦－最短の戦争)と書かれている

総力戦演説（そうりょくせんえんぜつ、ドイツ語: Sportpalastrede）は、第二次世界大戦中、ナチス・ドイツの旗色が悪くなり国家総力戦が必要となってきたため、1943年2月18日、宣伝相ヨーゼフ・ゲッベルスによりベルリン・スポーツ宮殿において慎重に選ばれた大勢の観衆の前で行われた演説である。
この演説は、ゲッベルスの行った演説の中で最も有名なものである。演説はナチス幹部による、ドイツが深刻な状況に直面している、という現実に対する最初の告白となった。ゲッベルスはドイツの存続を断言、西洋文明の存続が危ぶまれるため、長く困難が存在しても、戦争を継続するようドイツの人々に演説した。

## 背景
ヴィシー政権のフランソワ・ダルラン提督暗殺から約2ヵ月後の1943年2月2日、スターリングラード攻防戦は、フリードリヒ・パウルス元帥隷下のドイツ第6軍の降伏で幕を閉じた。また、1943年1月23日、カサブランカ会議では、アメリカ大統領フランクリン・ルーズベルトとイギリス首相ウィンストン・チャーチルが、ドイツに無条件降伏を要求することで一致した。そして、ソ連はクルスク、ロストフ・ナ・ドヌ、ハリコフと、徐々に自国領土をドイツから奪還しつつあった。
北アフリカ戦線では、エルヴィン・ロンメル元帥率いるドイツアフリカ軍団は後退しつつあり、トリポリへ補給物資を輸送していたドイツの輸送船は1月19日、連合軍によって撃沈された。そしてエジプト・リビアにおける戦いはイギリス軍の勝利に終わり、アルジェリア・リビアからそれぞれ退却した枢軸国部隊が、最後の決戦の地チュニジアで包囲されていた。
総統アドルフ・ヒトラーは、ドイツの総動員に結びつく最初の法案を提案した。2月2日、ドイツ国民がより戦争に集中するようにするため、国中の10万のレストランやクラブが閉鎖された。ゲッベルスは、落ち込んだ国民の士気を鼓舞するために、ヒトラー自ら演説するように説得したが、拒絶されために自身が演説を行うことになった。
ゲッベルスは、「先週の不幸な出来事」と「ニスの塗っていない絵画のような状況」について演説をするとしており、何百万ものドイツ人がラジオでこの演説を聞いた。観衆は狂信的歓声でこれに答え、ドイツ全土に大きな影響を引き起こした。
これまでナチス政権は、第一次世界大戦の失敗を想起させる「国家総力戦」の使用を避け、国民生活が戦争によりひっ迫していないように見せるため最大限の努力をしていたが、この演説で国家総力戦への移行を国民が積極的に容認したとして、公に国家総力戦に対応させるようになった。

## 内容
ゲッベルスは演説において、3つの命題を提示した。
1. ドイツ軍が東部戦線で敗退すれば、ドイツが（後にはヨーロッパ全体が）ボルシェビキのものとなる事。
2. ドイツ軍、ドイツ人、枢軸国のみにヨーロッパをこのボルシェビキの脅威から救う力がある事。
3. 危険はすぐそばにあり、ドイツは素早く、迅速に決定しなければ、手遅れになる事。

ゲッベルスは、「2000年に及ぶヨーロッパの歴史は危機的状況にある」と結論し、ドイツの失敗の責任をユダヤ人に転嫁した。また、ソ連の総動員を「悪魔的である」と非難し、それを、「我々が同一でなくとも、等しい方法で総力戦を戦い抜かない限り、我々はボルシェビキの脅威から逃れることはできない」と説明した。その後、ゲッベルスはそれに対応する臨時処置について演説し、実行される緊縮政策を正当化した。
演説の最後は、「さあ国民よ起て！そして嵐よ起きよ！（Nun Volk, steh’ auf, und Sturm, brich los!）」という文句で締めくくられた。これはナポレオン戦争で戦死した詩人テオドール・ケルナーが書いた、「国民は起ち、嵐が起こる（Das Volk steht auf, der Sturm bricht los.）」という一節を踏まえたものであった。
歴史上この演説は、当時、処々の問題に直面していたドイツが、戦争を続けるために国家の総力を動員することを可能にした、という点で重要な出来事である。ゲッベルスはドイツは妥協も代案も考えておらず、「ドイツはただ、この厳しい戦いのみ考える」と主張した。
ゲッベルスは、演説の中で次のような質問を聴衆に投げかけ、聴衆の熱狂的な「ヤー（そうだ）！」の嵐を引き出した。これにより、ドイツ人が勝利への希望を失った、という連合国の主張を否定することを試みたのである。
イギリス人どもは、ドイツ国民が勝利への信念を失ってしまったと主張する。しかし、私は諸君に尋ねる、諸君はドイツの最終的な、完全なる勝利を総統とともに、我らとともに信じているか？
イギリス人どもは、ドイツ国民がますます過酷となる戦時労働に嫌気が差していると主張する。ならば私は諸君に尋ねる、諸君ドイツ国民はもし総統が非常事態に命じるならば、10時間、12時間、必要とするならば14時間働く決意があるか？
諸君は総力戦を望むか？諸君は必要とされるならば、我々が今、想像する以上の全面的で徹底的な戦争を望むか？

## 舞台裏

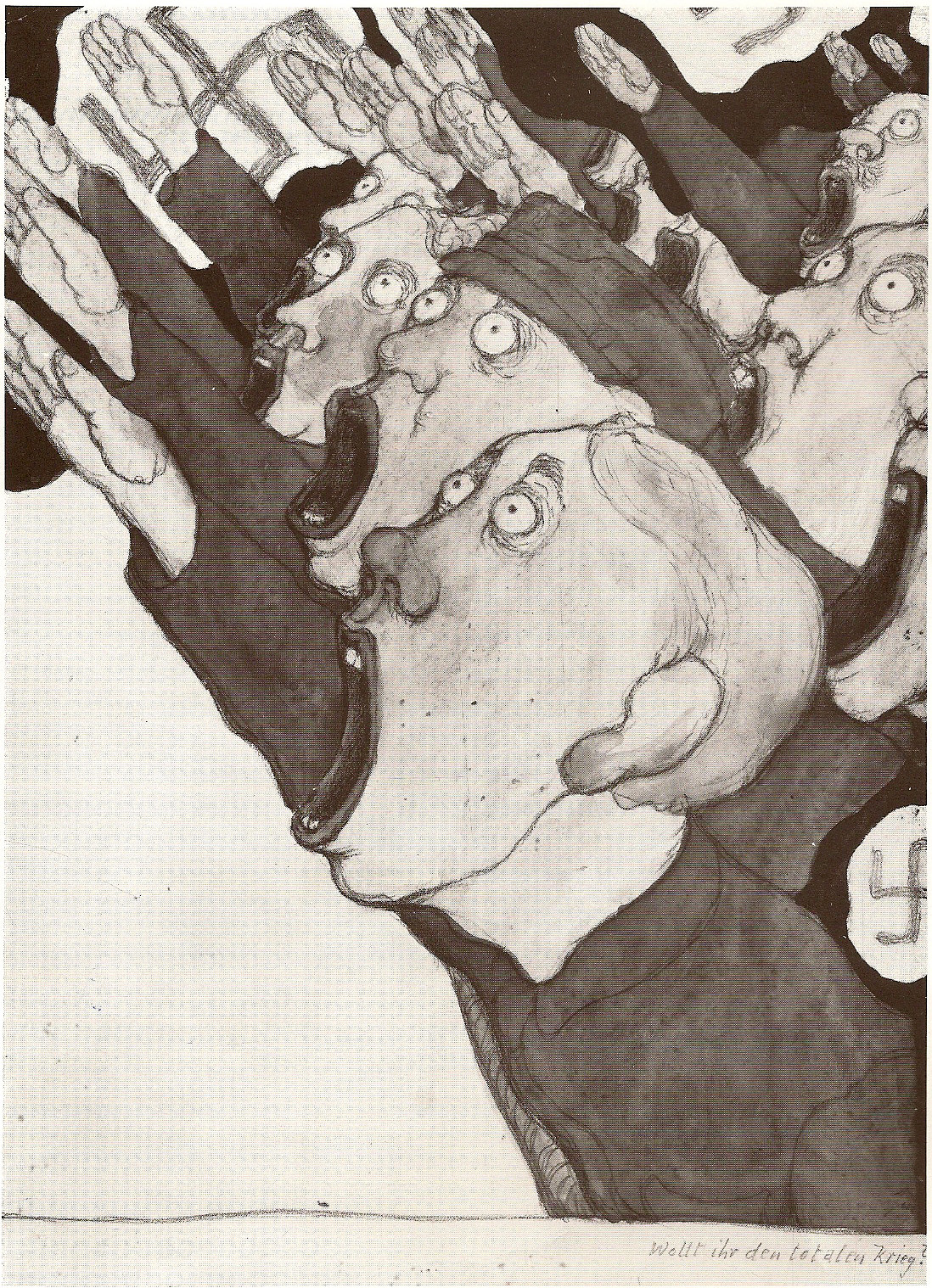
ヘルベルト・マルクセンによる風刺画『総力戦演説の聴衆』

スポーツ宮殿で行われた演説において、ナチスの旗及びハーケンクロイツと共に大文字でTOTALER KRIEG - KÜRZESTER KRIEG（総力戦－最も短期間の戦争）と書かれた旗があり、その旗は演台の上側に張られた。
演説後、ゲッベルスはこの観衆はドイツで一番訓練された観衆だ、とアルベルト・シュペーアに語った。
ゲッベルスは聴衆を慎重に選別し、会場を熱狂的なナチズム信奉者で埋め尽くしている。
演説が行われた1943年2月18日、ミュンヘンでは白いバラ運動で知られるハンス・ショルとゾフィー・ショルの2人がゲシュタポに逮捕された。

## 文献
- 長野明、2001、「総力戦宣言」『第三帝国 奈落への13階段 ナチス政権編年記』文芸社、2001年2月、129～134頁、ISBN 9784835513850。